# ابراهیم الجمل
ابراهیم بن محمّد الجَمَل با کُنیهٔ ابواسحاق (؟- ۱۷۰۵م) زبان‌شناس نحوی و عالم قرائات تونسی از اهالی صفاقس بود. به تونس رفت و آنجا فقه فراگرفت. نظم جامعة الشتات فی عد الفواصل و الآیات در ۱۸۰۰ بیت و کتاب فی الوقف، رساله‌ای در کلاً و کیفیت وقوف بر آن نگاشت.